# 朝澄希
朝澄 希（あさずみ まれ、8月13日- ）は、元宝塚歌劇団雪組男役。
神奈川県横浜市、清泉女学院出身。愛称は「あちゃ」、「まれ」、「まれまれ」。

## 来歴
2013年4月、宝塚音楽学校入学。同期には鷹翔千空、天紫珠李、縣千、結愛かれん、星蘭ひとみらがいる。
2015年3月、宝塚歌劇団に101期生として入団。月組公演「1789」で初舞台。その後、雪組に配属。
2021年4月、宝塚歌劇団退団。

## 主な舞台

### 初舞台公演
- 2015年4月～6月、月組『1789－バスティーユの恋人たち－』（宝塚大劇場のみ）

### 雪組配属後
- 2015年7月～10月、『星逢一夜／La Esmeralda』新人公演：悪童5（熊本藩の悪童）（本役：諏訪さき）
- 2016年2月～5月、『るろうに剣心』
- 2016年10月～12月、『私立探偵ケイレブ・ハント／Greatest HITS！』
- 2017年2月、『星逢一夜／Greatest HITS！』（中日劇場）
- 2017年4月～7月、『幕末太陽傳／Dramatic “S”！』新人公演：岡っ引き平六【相模屋で不穏分子を探す】（本役：久城あす）
- 2017年8月～9月、『琥珀色の雨にぬれて／“D”ramatic S!』（全国ツアー）
- 2017年11月～2018年2月、『ひかりふる路〜革命家、マクシミリアン・ロベスピエール〜／『SUPER VOYAGER！－希望の海へ－』新人公演：ジャン＝ランベール・タリアン【ジャコバン派議員】（本役：天月翼）、モーリス・デュプレ【エレオノールの父】（本役：橘幸）
- 2018年6月〜9月、『凱旋門－エリッヒ・マリア・レマルクの小説による－／Gato Bonito!!～ガート・ボニート、美しい猫のような男～』新人公演：警官（本役：真地佑果）
- 2018年11月～2019年2月、『ファントム』新人公演：パパン（本役：橘幸）
- 2019年3月～4月、『20世紀号に乗って』（東急シアターオーブ）